# Ronald Snijders (schrijver)

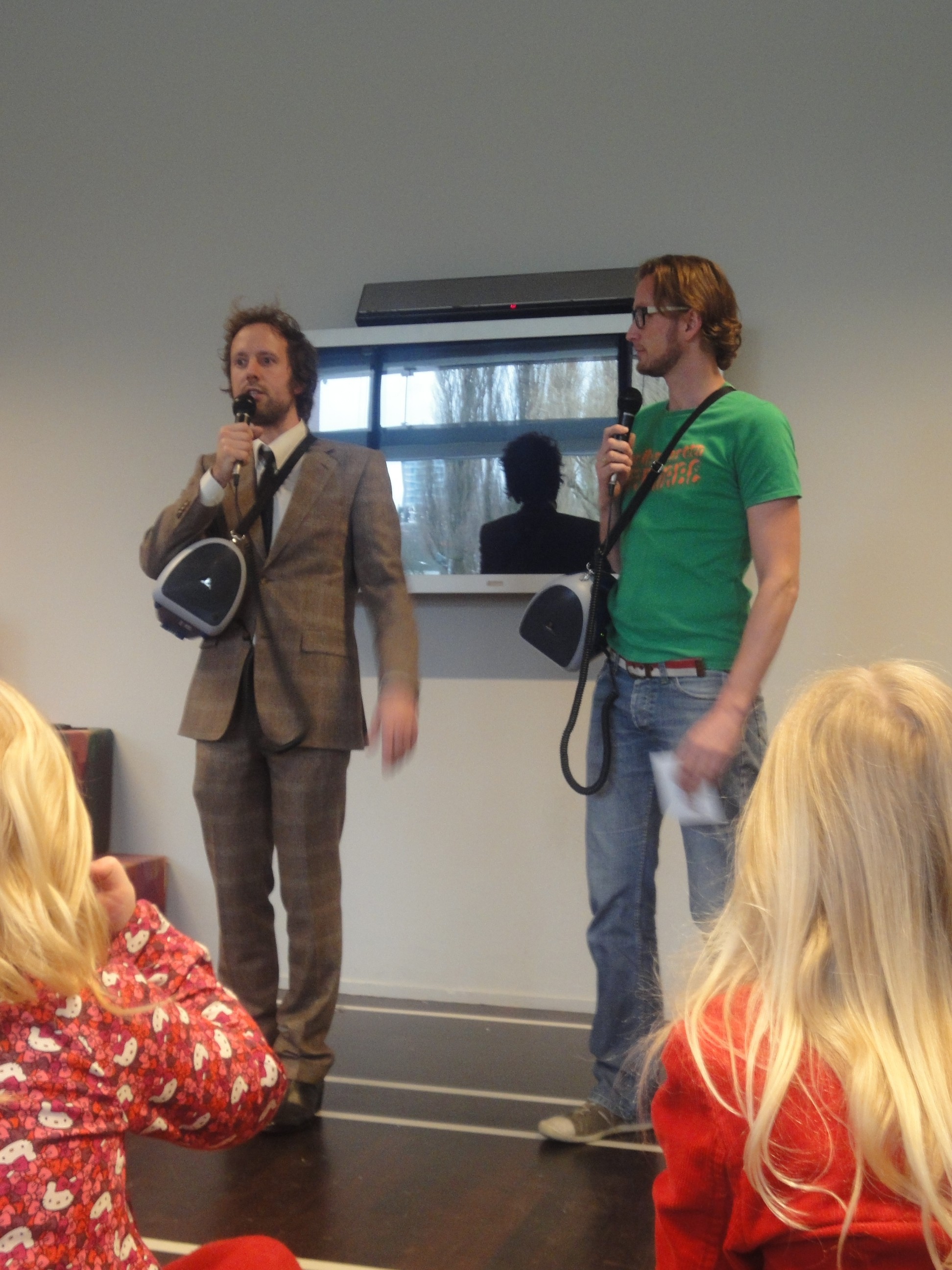
Ronald Snijders (links) met Pieter Jouke bij de opening van Boijmans in Staat van Verwarring

Ronald Snijders (Amersfoort, 30 maart 1975) is een Nederlands schrijver, tv-presentator en komiek. Hij is gekend als taalkunstenaar en absurdist.
Snijders groeide op in Amersfoort, waar hij het Corderius College doorliep. Van 1992 tot 1998 maakte hij, samen met onder meer zijn latere kompaan Fedor van Eldijk, deel uit van Theatergroep N'mbusi, waarmee hij in 1996 de tweede prijs won op het Amsterdams Kleinkunstfestival. 
In 1999 rondde Snijders de studie communicatiewetenschappen af aan de Universiteit van Amsterdam en begon hij te schrijven voor de VPRO Gids. Daarnaast werkte hij achter en voor de schermen van diverse televisieprogramma's.
Snijders is bekend van het VPRO-televisieprogramma De staat van verwarring. Daarnaast was hij vaste presentator van het Radio 1-programma Binnenland 1. Hij toerde door Nederland met het programma Verkeerde benen en One Man Show. Daarnaast is hij actief als een van de schrijvers op de website normalemensen.nl. Sinds 29 augustus 2011 is hij medepresentator van het programma Rambam van de VARA.
In de zomer van 2013 deed Snijders mee aan het NCRV-programma De Slimste Mens. Daar werd hij in de derde aflevering van de finaleweek uitgeschakeld.

## Theaterprogramma's
- 2009: Verkeerde benen
- 2014: One Man Show
- 2016: Welke show
- 2019: Groot Succes 2
- 2021: Een avond met mij
- 2024: Als mens

## Televisie en radio
- 2006 - De staat van verwarring (VPRO)
- 2007-2008 - Binnenland 1 (Radio 1/VPRO)
- 2011-2014 - Rambam (VARA)
- 2012 - Wat als? (RTL 4)
- 2014, 2020 - Sinterklaasjournaal - Jan Salie (NTR)
- 2021 - 70 jaar TV: Satire van A tot Z (VPRO)[2]
- 2022 - 80 jaar reeds -  Op de T bij Wim Schippers (VPRO)[3]

## Prijzen
In 2021 werd de Oeuvreprijs Cabaret en Kleinkunst van het Utrechtse Schiller Theater aan hem toegekend.